# Pieni Honkasaari (ö i Norra Savolax)
Pieni Honkasaari är en ö i Finland. Den ligger i sjön Nilakka och i kommunen Pielavesi i den ekonomiska regionen  Övre Savolax ekonomiska region  och landskapet Norra Savolax, i den centrala delen av landet, 300 km norr om huvudstaden Helsingfors. Öns area är 3 hektar och dess största längd är 330 meter i sydöst-nordvästlig riktning.